# سارة توماس (ممثلة)
سارة توماس (بالإنجليزية: Sarah Thomas)‏ هي ممثلة بريطانية، ولدت في 5 يونيو 1952 في لندن في المملكة المتحدة.

## وصلات خارجية
- سارة توماس على موقع IMDb (الإنجليزية)
- سارة توماس على موقع قاعدة بيانات الفيلم (الإنجليزية)